# 塞尔吉-蓬图瓦兹大学
塞尔吉-蓬图瓦兹大学（法語：Université de Cergy-Pontoise）是一所位于法国法兰西岛大区瓦兹河谷省的公立综合性大学，建于1991年，属于凡尔赛学区。

## 历史
1960年代，担任塞尔吉新城发展总设计师的伯纳德·赫希(Bernard Hirsch)计划在新城建立一所大学，但计划一直搁浅。直到1980年代，巴黎中心的人口增长，学生数量急剧增加，巴黎大学开始建立多个分校区来缓解压力，政府也出台了同时法国高等教育部也开始了扩建新大学的“大学2000”计划。
学校的前身是巴黎第十大学开设的分部，1989年，在阿夫赖城开设了一所大学技术学院(IUT)，1990年，该部门随同一支来自巴黎第十一大学的教育团队搬迁至位于塞尔吉的国立高等应用电子学院。
1991年7月22日，教育部签署了大学成立的法令，塞尔吉-蓬图瓦兹大学正式建立，这也是瓦兹河谷省(95)的唯一一所公立大学。
2012年，学校与法兰西岛西部的几所高等院校共同成立了巴黎塞纳大学。
学校在泰晤士报2019年的新锐大学排名中位列全球Top300。
2019年11月6日，校长François Germinet在学校官网发表声明，宣布根据2019年10月28日公布的法案，学校将与EISTI法国国际信息处理科学学院及之前的巴黎-塞纳大学整合，并吸纳本地两所学院，成为一座全新的大学。
2020年1月1日，学校正式更名，以“CY 塞尔吉-巴黎大学”（法语：CY Cergy Paris Université）的名义开展教学活动。学校Logo更换为蓝绿黄的CY标识，原先的的卓越计划也被更名为CY联盟和CY计划。这也宣告着塞尔吉-蓬图瓦兹大学正式成为历史。

## 学校管理

### 历任校长
- François Germinet，2012年至今
- Françoise Moulin-Civil，2008年-2012年
- Thierry Coulhon，2004年-2008年
- René Lasserre，1999年-2004年
- Bernard Raoult，1991年-1994年

### 塞尔吉-蓬图瓦兹大学基金会
塞尔吉-蓬图瓦兹大学在2010年5月成立了自己的基金会，目的是资助研究人员和学校创新。

## 学校组成

### 教学与研究单位
- 法学院
- 经济管理学院
- 语言学院
- 文学与社会科学学院
- 自然科学院

### 学院与学校
- 公务员考试预科学校
- 塞尔吉-蓬图瓦兹大学技术学院
- 教育师范高等学校
- 法学研究院
- 巴黎政治学院-圣日尔曼昂莱分校

### 博士生院
- 科学工程博士生院
- 法律与社会科学博士生院
- 数学与经济博士生院

### 图书馆
塞尔吉-蓬图瓦兹大学的图书馆系统包括了学区内六个图书馆，总共有1438个座位，藏书共211144册，占地共计11988平方米，年出席量约60万人。
主馆Cerclades图书馆不在校区内，位于塞尔吉市中心，占地6,000平方米。共有700个座位；
橡木图书馆(Chênes)位于橡木校区的二层，有2,800平方米，约250个座位；
圣马丁校区图书馆(Saint-Martin)有1,400平方米，约178个座位；
纳维尔校区图书馆(Neuville)有1,000平方米，约205座位；
除此之外，大学还在阿让特伊(Argenteuil)和圣克里斯托弗(Saint-Christophe)的大学技术学院(IUT)设有两个小型图书馆。

## 校区
塞尔吉-蓬图瓦兹大学共有12个校区，其中塞尔吉橡木校区(Site des Chênes)、蓬图瓦兹圣马丁校区(Site de Saint-Martin)和瓦兹河畔纳维尔(Site de Neuville-sur-Oise)三处为主校区。
在成立初期，塞尔吉-蓬图瓦兹大学没有自己的校舍，在1992年3月，学校在塞尔吉-圣克里斯托弗购入了一座办公楼，供科研机构和教学使用。同年10月，位于塞尔吉车站和市中心附近的橡木校区(Site des Chênes)竣工，供文学院、经济学院和法学院教学使用。
1994年，位于塞尔吉和蓬图瓦兹交界处的圣马丁校区(Site de Saint-Martin)竣工，作为理工学院投入使用。
1995年，位于瓦兹河畔纳维尔的校区开放，作为大学技术学院(IUT)和专业大学学院（IUP）的授课地点。

## 校园文化
塞尔吉-蓬图瓦兹大学的校徽为紫色的字母“ Y”。 这是指流经塞尔吉-蓬图瓦兹附近的塞纳河和瓦兹河形成的环，表达一种循环且增长的态度。
和法国大部分学校保守的理念不同，学校注重通过文创产品宣传本校文化。在橡木校区大堂设有校园文创产品的展览和售卖店铺，每年学校都会选定学生作为校园大使，推广和销售印有学校LOGO的文创产品。

## 教学与研究

### 教学
截止2010年，塞尔吉-蓬图瓦兹大学设有41种学士学位、35种职业学士学位、19种大学文凭、100种硕士文凭和7种大学技术文凭。

### 国际间交流
截止2011年，塞尔吉-蓬图瓦兹大学与国内国外共计178所大学建立了248个正在进行的合作伙伴关系。
塞尔吉-蓬图瓦兹大学参与ERASMUS伊拉斯谟计划及加拿大魁北克省的交换生计划。
塞尔吉-蓬图瓦兹大学还与中国西北大学有文化-遗产-旅游联合硕士学位合作；与浙江科技学院有土木工程双学位合作项目。